# 龙峰祖庙
龙峰祖庙，位于中国广东省惠州市惠东县大岭镇谭公村，为惠东县的一个县级文物保护单位，类型为古建筑，公布时间为1987年。
龙峰祖庙的历史年代为清代。